# かぞくはじめました
『かぞくはじめました』（原題: Life as We Know It）は、2010年のアメリカ映画。育児を題材としたロマンティック・コメディ。

## キャスト
| 役名               | 俳優                                                                 | 日本語吹替 |
| ------------------ | -------------------------------------------------------------------- | ---------- |
| ホリー・ベレンソン | キャサリン・ハイグル                                                 | 石塚理恵   |
| エリック・メッサー | ジョシュ・デュアメル                                                 | 森川智之   |
| サム・ネルソン     | ジョシュ・ルーカス                                                   | 木下浩之   |
| ソフィー           | アレクシス・クラーゲット ブリン・クラーゲット ブルック・クラーゲット |            |
| ピーター・ノヴァク | ヘイズ・マッカーサー                                                 | 桐本琢也   |
| アリソン・ノヴァク | クリスティーナ・ヘンドリックス                                       | 岡寛恵     |
| ディーディー       | メリッサ・マッカーシー                                               | 堀越真己   |
| ベス               | ジェシカ・セント・クレア                                             | 片貝薫     |

## 日本での公開
ワーナー エンターテイメント ジャパンは2011年3月22日、3月11日に発生した東日本大震災の影響により関東地方を中心に劇場の営業が困難であることなどを理由として3月26日に予定されていた劇場公開の中止を発表した。その後、2011年7月20日にBlu-ray Disc/DVDが発売されることが発表された。